# アローディス・ビスカイーノ
- アロディース・ビズカイーノ

アローディス・ビスカイーノ（Arodys Vizcaíno, 1990年11月13日 - ）は、ドミニカ共和国サン・クリストバル州ヤグアテ出身のプロ野球選手（投手）。右投右打。

## 経歴

### プロ入りとヤンキース傘下時代
2007年にアマチュア・フリーエージェントでニューヨーク・ヤンキースと契約を結んでプロ入り。
2008年にガルフ・コーストリーグ・ヤンキースでプロデビュー。
2009年はA-級スタテンアイランド・ヤンキースで防御率2.13、奪三振率11.06を記録して頭角を現す。

### ブレーブス時代
2009年12月12日にハビアー・バスケス、ブーン・ローガンとのトレードで、メルキー・カブレラ、マイク・ダンと共にアトランタ・ブレーブスへ移籍した。「ベースボール・アメリカ」誌の有望株ランキングでは、マイナー全体で69位にランクインした。
2010年にはA級ローム・ブレーブスとA+級マートルビーチ・ペリカンズで17試合に登板し、9勝4敗、防御率2.74だった。「ベースボール・アメリカ」誌のランキングでは93位と、前年よりやや評価を下げた。
2011年はA+級リンチバーグ・ヒルキャッツからのスタートだったが、好成績を残して夏場にはAAA級グウィネット・ブレーブスまで昇格した。AAA級グウィネットではリリーフに回り、8月10日のフロリダ・マーリンズ戦でメジャーデビュー。
2012年3月20日にトミー・ジョン手術を受け、シーズンを全休することになった。

### カブス時代
2012年7月30日にポール・マホーム、リード・ジョンソンとの2対2のトレードで、ジェイ・チャップマンと共にシカゴ・カブスへ移籍した。

### ブレーブス復帰
2014年11月16日にトミー・ラステラとのトレードで、古巣のブレーブスへ移籍した。
2015年3月30日にAAA級グウィネットへ異動した。4月2日に筋肉増強剤のスタノゾロールに陽性反応を示したため、薬物規定違反で80試合の出場停止処分を科せられた。なお、この年は36試合にリリーフ登板しており、3勝1敗9セーブ、防御率1.60、奪三振率9.9という凄まじい好成績を残した。
2016年は43試合に登板し、一時クローザーも務めて10セーブを挙げたが、防御率4.42、WHIP1.63、与四球率6.1と不安定な投球が続いた。一方、持ち前の奪三振能力は更に向上し、奪三振率11.6を記録した。
2017年もクローザーを務める機会を持ち、62試合に登板。5勝3敗14セーブ、防御率2.83、WHIP1.10と前年から大幅に成績を改善させた。
2018年は39試合に登板して4勝4敗16セーブ、防御率2.11、40奪三振を記録した。

### ブレーブス退団後
2019年5月20日にアンソニー・スウォーザックとのトレードで、ジェシー・ビドルと共にシアトル・マリナーズへ移籍したが、移籍後は登板することなくオフの10月31日にFAとなった。

### メッツ傘下時代
2020年はどの球団にも所属しなかった。オフの11月4日にニューヨーク・メッツとマイナー契約を結んだ。
2021年は傘下のAAA級シラキュース・チーフスでプレーし、7試合に登板して防御率2.35、14奪三振を記録した。オフの11月11日に自由契約となった。

### ロイヤルズ時代
2022年1月13日にカンザスシティ・ロイヤルズとマイナー契約を結んだ。シーズンでは開幕を傘下のAAA級オマハ・ストームチェイサーズで迎え、5月30日にメジャー契約を結んでアクティブ・ロースター入りした。同日のクリーブランド・ガーディアンズ戦にて3年ぶりにメジャー登板を果たした。6月17日にマイナー契約でAAA級オマハへ配属された。

## 投球スタイル
平均球速98.1mph（約157.8km/h）のシンカーとスライダーが投球の大半を占める。フォーシーム、チェンジアップも投げることができる。

## 詳細情報

### 年度別投手成績
| 年 度    | 球 団    | 登 板 | 先 発 | 完 投 | 完 封 | 無 四 球 | 勝 利 | 敗 戦 | セ 丨 ブ | ホ 丨 ル ド | 勝 率 | 打 者 | 投 球 回 | 被 安 打 | 被 本 塁 打 | 与 四 球 | 敬 遠 | 与 死 球 | 奪 三 振 | 暴 投 | ボ 丨 ク | 失 点 | 自 責 点 | 防 御 率 | W H I P |
| -------- | -------- | ----- | ----- | ----- | ----- | -------- | ----- | ----- | -------- | ----------- | ----- | ----- | -------- | -------- | ----------- | -------- | ----- | -------- | -------- | ----- | -------- | ----- | -------- | -------- | ------- |
| 2011     | ATL      | 17    | 0     | 0     | 0     | 0        | 1     | 1     | 0        | 5           | .500  | 77    | 17.1     | 16       | 1           | 9        | 1     | 1        | 17       | 5     | 0        | 9     | 9        | 4.67     | 1.44    |
| 2014     | CHC      | 5     | 0     | 0     | 0     | 0        | 0     | 0     | 0        | 0           | ---   | 22    | 5.0      | 5        | 1           | 3        | 0     | 0        | 4        | 0     | 0        | 3     | 3        | 5.40     | 1.60    |
| 2015     | ATL      | 36    | 0     | 0     | 0     | 0        | 3     | 1     | 9        | 3           | .750  | 139   | 33.2     | 27       | 1           | 13       | 2     | 0        | 37       | 7     | 0        | 7     | 6        | 1.60     | 1.19    |
| 2016     | ATL      | 43    | 0     | 0     | 0     | 0        | 1     | 4     | 10       | 0           | .200  | 182   | 38.2     | 37       | 3           | 26       | 3     | 1        | 50       | 3     | 1        | 25    | 19       | 4.42     | 1.63    |
| 2017     | ATL      | 62    | 0     | 0     | 0     | 0        | 5     | 3     | 14       | 17          | .625  | 235   | 57.1     | 42       | 7           | 21       | 1     | 2        | 64       | 6     | 0        | 19    | 18       | 2.83     | 1.10    |
| 2018     | ATL      | 39    | 0     | 0     | 0     | 0        | 2     | 2     | 16       | 1           | .500  | 158   | 38.1     | 30       | 4           | 15       | 1     | 2        | 40       | 4     | 0        | 9     | 9        | 2.11     | 1.17    |
| 2019     | ATL      | 4     | 0     | 0     | 0     | 0        | 1     | 0     | 1        | 0           | 1.000 | 17    | 4.0      | 3        | 1           | 3        | 0     | 0        | 6        | 0     | 0        | 1     | 1        | 2.25     | 1.50    |
| MLB：7年 | MLB：7年 | 206   | 0     | 0     | 0     | 0        | 13    | 11    | 50       | 26          | .542  | 830   | 194.1    | 160      | 18          | 90       | 8     | 6        | 218      | 25    | 1        | 73    | 65       | 3.01     | 1.29    |

- 2021年度シーズン終了時

### 背番号
- 59 （2011年）
- 47 （2014年）
- 38 （2015年 - 2019年）
- 68 （2022年）